# Escuela de Oficiales de la Fuerza Aérea del Perú

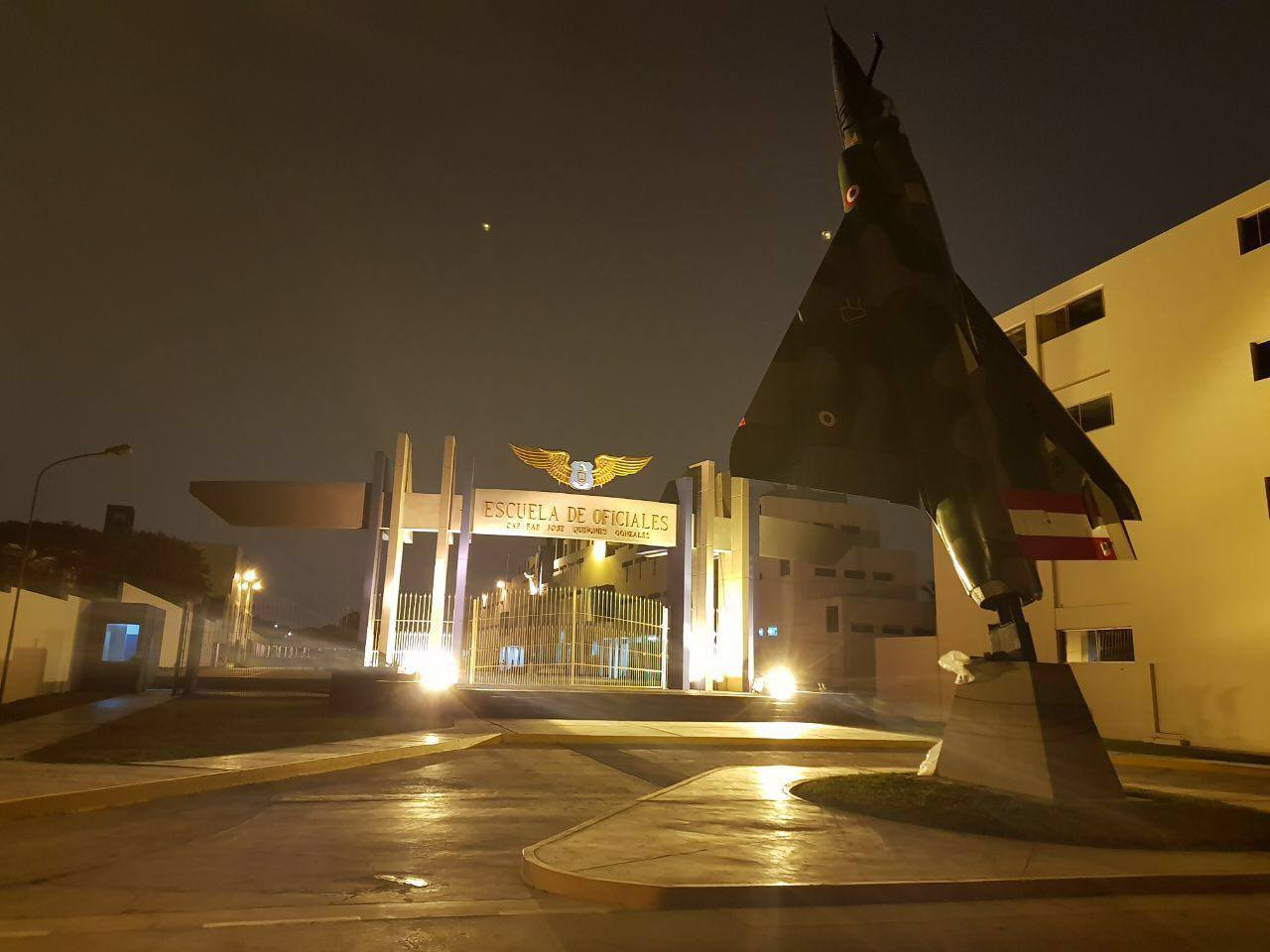
Portada de la EOFAP, delante de un Mirage 5.

La Escuela de Oficiales de la Fuerza Aérea del Perú (EOFAP) es la encargada de entrenar a los futuros Oficiales de la Fuerza Aérea del Perú. Tiene su sede en el distrito de Santiago de Surco en Lima, Perú. Es considerada el alma mater de los pilotos militares del Perú.
La formación en la Escuela de Oficiales, se realiza durante 5 años, siendo realizado el primer año de educación, como Cadete Aspirante y los 4 años restantes como Cadete.

## Historia de la Escuela

### Inicios
El año 1911, marca el inicio del primer centro de formación de aviadores con carácter militar, que se fundó en Bellavista, al mando de su primer instructor Juan Bielovucic Cavalie. Después de 9 años de existencia se trasladó a la localidad de Maranga, bajo la dirección de una Misión Francesa, mediante Decreto Supremo, aprobada entonces por el presidente Augusto B. Leguía.
A principios de diciembre de 1921, a instancias del Mayor O`Connor y otros, el coronel del Ejército Enrique Lembeck, director del Servicio de Aviación Militar se propuso encontrar otra ubicación para el Centro de Aviación, ya que por las dificultades para el entrenamiento de vuelos que se realizaba en Maranga no era propicio, por eso una comisión determinó el traslado de la Escuela de Aviación Militar al fundo “Las Palmas”, de propiedad del Estado. Reunía todas las características exigidas: amplia planicie para el campo de vuelos; fácil conexión con Lima a través de dos vías férreas, un camino carretero, etc. Hubo una serie de reformas en el terreno para acondicionar el objetivo.
A mediados de 1922 con la responsabilidad del jefe del Servicio de Ingeniería del Ejército, mayor Federico Recavarren, se trasladaron los hangares y se levantaron pabellones; estos últimos sirvieron para la jefatura y secretaría; salas de estudio, comedor, dormitorios y baños para 20 alumnos. Un pabellón para los oficiales profesores, otro para el casino de oficiales, un local para los talleres centrales y los servicios de cocina y repostería. También fue necesaria la construcción de un pozo para dotar de agua potable a la Escuela.El 23 de julio de 1922 se inauguró aquel moderno “Centro de Aviación Militar de Las Palmas” con asistencia del presidente de la República, don Augusto B. Leguía y se nombró como director de dicho Centro al Comandante O`Connor.

### Labores académicos y unificación aeronáutica
Con R. S. del 7 de febrero de 1923, se convocó a un concurso entre Tenientes y Alféreces del Ejército para ocupar las vacantes de la Escuela de Aviación Militar, documento rubricado por el presidente de la República Augusto B. Leguía y por el ministro de Guerra, Benjamín Huamán de los Heros.
El 27 de noviembre de 1923, aniversario de la Batalla de Tarapacá, el presidente de la República promulgó con D.S. de esa fecha la modificación del nombre del “Centro de Aviación Militar de Las Palmas” por el de “Escuela de Aviación Militar Jorge Chávez”. Ese mismo día se inauguraron las labores académicas.

La Ley 6511 del 18-02-29 determinó que el Ministerio de Marina se denominará Ministerio de Marina y Aviación, teniendo a su cargo todos los servicios y actividades aéreas del país. La misma Ley estableció igualmente la centralización, bajo un solo comando de las fuerzas y actividades aéreas de la República. De este modo, los oficiales, clases, soldados, marineros y empleados civiles que prestaban sus servicios en la Inspección General de Aeronáutica, en la Aviación. Terrestre del Ejército y en el Servicio de Hidro-Aviación de la Marina, se incorporaban al Ministerio de Marina y Aviación.

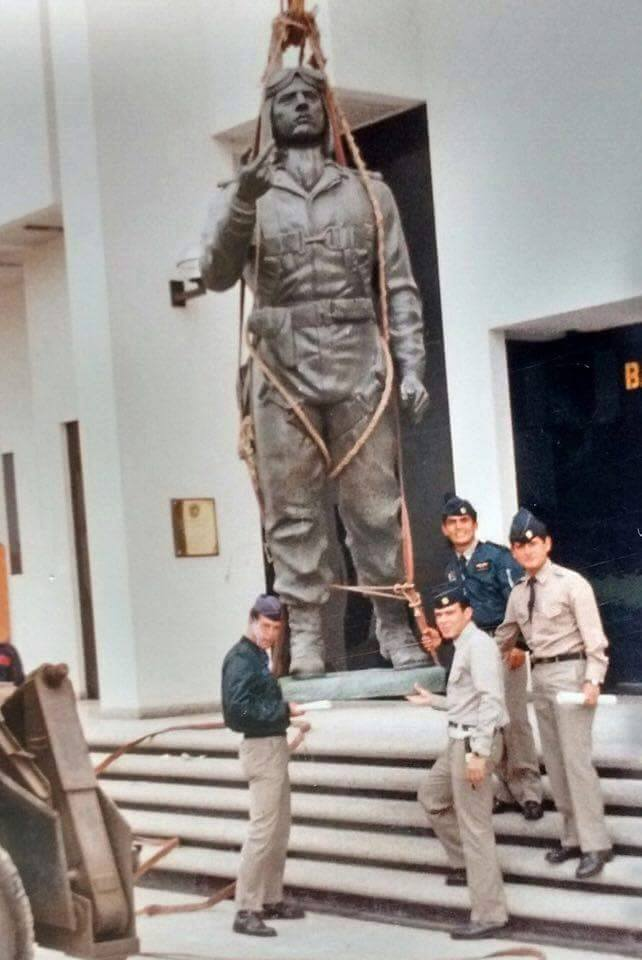

Con R.S. N.º 309 del 8 de junio de 1931 se unifica y centraliza a nivel de Escuela de Aviación Militar, la vocación aeronáutica. Así se crea la Escuela Central de Aviación, en la cual recibirán instrucción los alumnos de pilotaje del CAP, con ubicación en la Base “Las Palmas”. El documento lo rubricó el presidente de la Junta de Gobierno Federico Díaz Dulanto.
La resolución en mención se complementa con otra R. S. N.º 368 del 30 de junio de 1931 en la que se resuelve que la Escuela se llamará Escuela Central de Aviación Jorge Chávez. Asimismo, se indica que el Centro de Aviación Jorge Chávez se denominará en lo sucesivo Base Aérea “Las Palmas”. El documento lo rubricó el presidente de la República Federico Díaz Dulanto.
Por R. S. del 12-08-31, la Inspección General de Aeronáutica es autorizada para construir el local de la recién creada Escuela Central de Aviación “Jorge Chávez” en la Base Aérea de “Las Palmas”. Se marca así el primer paso en la construcción del entonces local de la Escuela de Oficiales.

### Resolución del nombre oficial de la EOFAP
A Principios del año 70, la EOFAP registra cambios orgánicos y funcionales de acuerdo con la demanda del progreso tecnológico y educacional en el ámbito aeronáutico que, contemple la necesidad de preparar al futuro oficial para colaborar en función de las urgentes y múltiples necesidades del país.
El 24 de mayo de 1985, el presidente de la República, Arq. Fernando Belaúnde Terry, acompañado del ministro de Aeronáutica José Zlatar Stambuk inauguró áreas administrativas, laboratorios, salas de estudio, comedores, cafeterías, anfiteatro, cocina, salón ceremonial, canchas deportivas, salas de armas, gimnasio de cadetes, entre otros, de aquel entonces instalaciones de la EOFAP.
Con Resolución Suprema N.º 0279 DE/ FAP del 25-07-91, se resuelve modificar a partir de la fecha el nombre de la “Escuela Central de Aviación Jorge Chávez” a que se refiere la Resolución Suprema de fecha 30 de junio de 1931, por el de “Escuela de Oficiales FAP Capitán FAP José Abelardo Quiñones Gonzáles”.

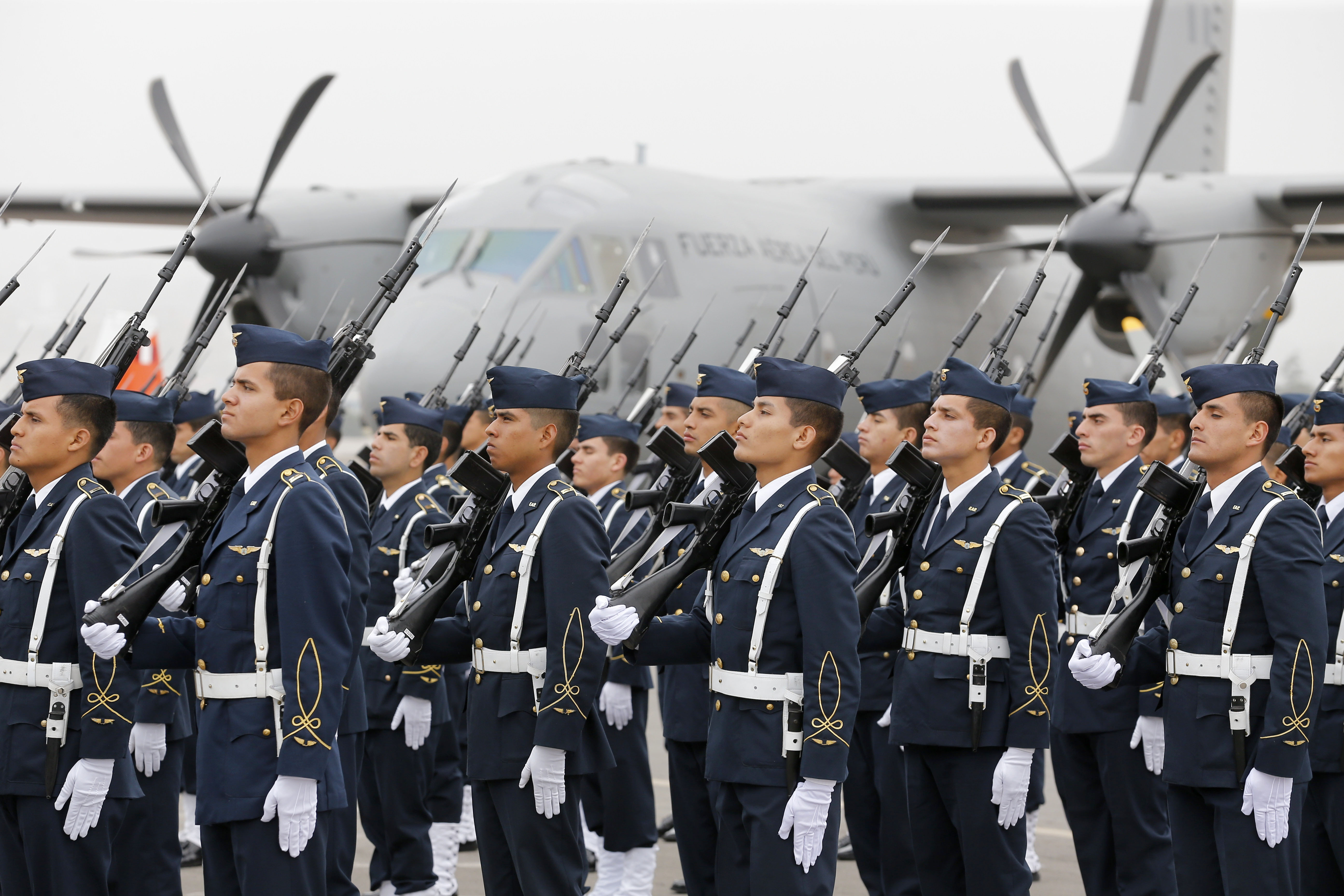
Cadetes FAP en ceremonia de graduación y clausura del año académico.

## Misión

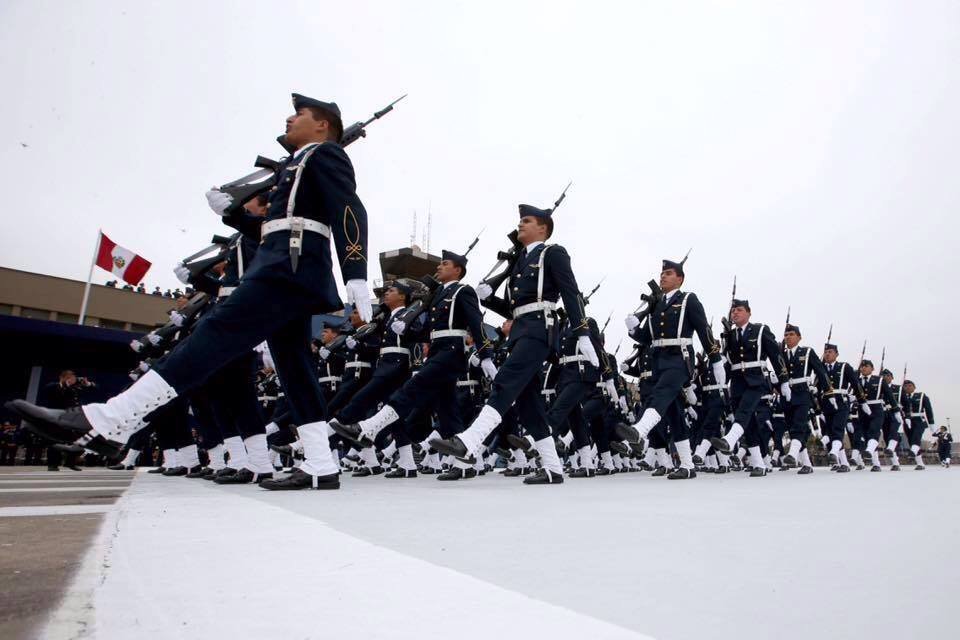
Compañía de cadetes en ceremonia de fin de año.

Formar integralmente a los futuros Oficiales de la Fuerza Aérea de Perú, líderes en ciencias aeroespaciales,  en los aspectos: militar, moral, psicofísico, académico y cultural, dentro de una cultura de innovación, calidad, investigación y responsabilidad social, a fin de asegurar su eficiente y eficaz desempeño en los puestos que le asigne la Institución, con una permanente práctica de los Valores Esenciales de la Fuerza Aérea.

## Formación Académica

### Carreras Profesionales
CIENCIAS DE LA ADMINISTRACIÓN AEROESPACIAL: Planifica y organiza los recursos logísticos, financieros, materiales y de personal asignados para la Defensa y Desarrollo en el ámbito aeroespacial. Operan aeronaves en el nivel primario, considerando normas, procedimientos de emergencia, principios aerodinámicos, electrónicos, mecánicos, eléctricos e hidráulicos.
CIENCIAS AEROESPACIALES: Esta Carrera Profesional, ha sido creada recientemente, a inicios del año 2018. Reemplazará en el mediano plazo a la carrera de Ciencias de la Administración Aeroespacial.
Planifica y organiza los recursos logísticos, financieros, materiales y de personal asignados para la Defensa y Desarrollo en el Ámbito Aeroespacial. 
Operan aeronaves en el nivel primario, considerando normas, procedimientos de emergencia, principios aerodinámicos, electrónicos, mecánicos, eléctricos e hidráulicos.
Dentro de esta Carrera, existen las siguientes especialidades:
- Pilotaje
- Defensa Aérea
- Defensa y Operaciones Especiales
- Inteligencia
- Ingeniería Aeronáutica
- Ingeniería Electrónica
- Ingeniería de Sistemas
- Ingeniería Fotogramétrica
- Ingeniería de Armamento
- Finanzas
- Abastecimiento
- Administración de Personal
- Meteorología.

## Formación Militar

### Cursos Aeronáuticos
PARACAIDISMO BÁSICO MILITAR: Permite desarrollar el conocimiento, técnicas y capacidades para el empleo del paracaídas militar ante requerimientos operativos o en la ocurrencia de una eyección en vuelo. El curso se realiza en los meses de verano para los Cadetes de 4.º año en la Base Aérea de Vítor - Arequipa.
CURSO DE SUPERVIVENCIA, EVASIÓN, RESCATE Y ESCAPE: Permite el entrenamiento para evadir capturas en combate y desarrolla habilidades de supervivencia; la cual consta de tres partes: supervivencia y evasión, resistencia y escape y supervivencia en mar o tierra. El curso se realiza en los meses de verano para los Cadetes de 3.er año en la Base Aérea de Vítor - Arequipa.
CURSO DE SUPERVIVENCIA EN LA MONTAÑA: Permite conocer y practicar las técnicas de supervivencia en la montaña, así como desarrollar el conocimiento y capacidad de improvisación en la lucha por la subsistencia, encontrando las respuestas en situaciones de supervivencia real ante las inclemencias de la naturaleza con los medios o los que puedan conseguir. El curso se realiza en los meses de verano para los Cadetes de 2.º año en la Escuela de Supervivencia en la Montaña (ESMON) en Chosica.
CURSO DE SUPERVIVENCIA EN LA SELVA: Contiene aspectos relativos a la supervivencia en la selva, indicando de la manera más práctica de adaptarse al medio ambiente y al uso de los recursos naturales, evitando la deshidratación, subsistir a las inclemencias del clima y naturaleza; así como la construcción de refugios y sobrevivencia en el río o lagos. El curso se realiza en los meses de verano para los Cadetes de 2.º año en la Escuela de Supervivencia en la Selva (ESSEL) en Iquitos.
CURSO DE SUPERVIVENCIA EN EL MAR:
Permite obtener las técnicas y habilidades para sobrevivir en el mar mediante etapas de métodos para nadar, empleo de equipos, emisión de señales, navegación y pesca. El curso se realiza en los meses de invierno para los Cadetes de 1.er año en la Escuela de Supervivencia en el Mar (ESMAR) en Ancón.

## Formación Psicofísica

### Disciplinas Deportivas

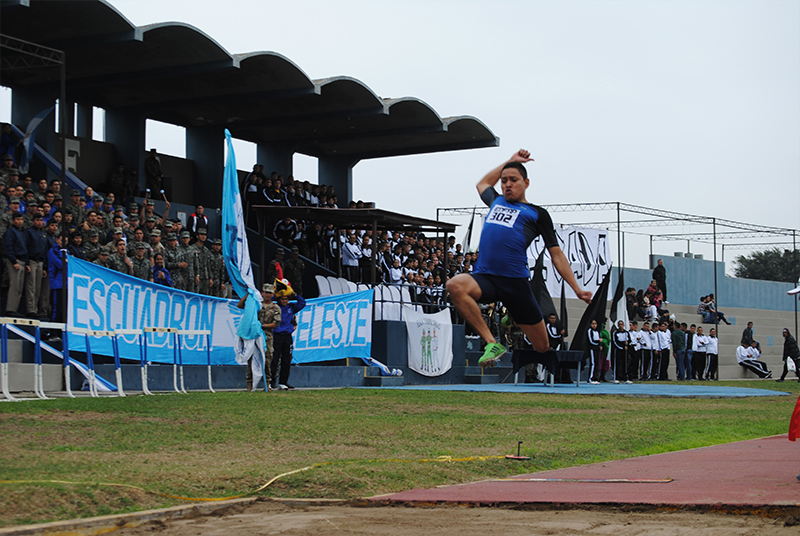
Competencia por interescuelas, disciplina deportiva de atletismo.

- Atletismo
- Básquet
- Esgrima
- Fútbol[5]
- Judo
- Lucha Libre
- Natación
- Pentatlón
- Vóley
- Tiro
- Taekwondo
- Tenis
- Fronton

## Formación Moral

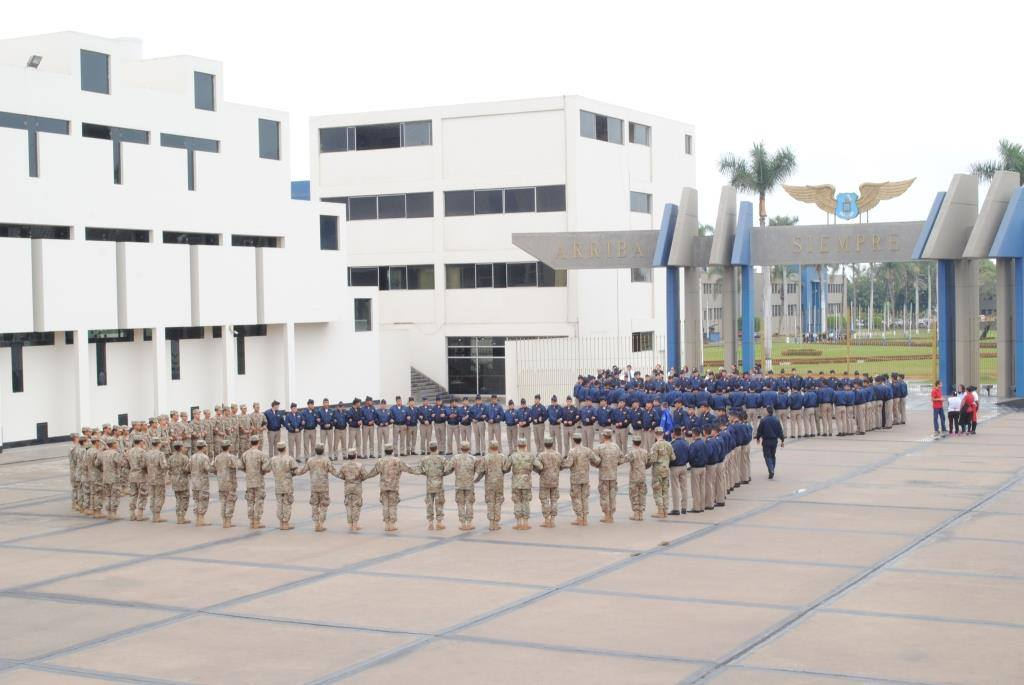
Participación de Cadetes FAP en simulacro de sismo.

La Formación Ética y Moral es el proceso orientado a lograr que el Cadete y Cadete Aspirante alcance actitudes, aptitudes y conocimientos que le permitan formar el comportamiento ético y moral del futuro Oficial FAP. Comprende la educación en sólidos principios y valores morales, cívico-patrióticos y espirituales, procurando un comportamiento ejemplar y el cumplimiento del deber por convicción y honor; desarrollando un espíritu aeronáutico y mística institucional.

## Formación Cultural
La Formación Cultural del Cadete es la base fundamental de la concepción formativa relacionada con la dimensión humana, la cual contribuye a incrementar su capacidad de integración al medio sociocultural en que actúa y a la comprensión de la realidad institucional, nacional y mundial.
a. El Cadete debe tener un nivel cultural y humanista que le permita comportarse con urbanidad y cortesía, demostrando sensibilidad y una adecuada expresión oral y escrita.
b. La Formación Cultural busca que el Cadete alcance un dominio avanzado de otros idiomas, mediante una formación permanente, realizando conferencias, clases dirigidas, círculos de estudio, actividades artísticas y culturales, visitas, viajes de estudio, reuniones sociales y de camaradería.
c. Las actividades y talleres de la Formación Cultural están contenidos en el Programa de Formación Cultural contemplado en el Programa Anual de Educación (PAE) de la EOFAP y su objetivo es elevar el nivel cultural y humanista del Cadete FAP, desarrollando su sensibilidad ante las diversas manifestaciones de la creación humana, incrementando su capacidad de integración al medio sociocultural.